# La strada di Smirne
La strada di Smirne è un libro scritto da Antonia Arslan, seguito de La masseria delle allodole. La storia è ambientata nella Turchia del primo dopoguerra, quando alla tragedia del genocidio armeno si aggiunse la devastazione della città di Smirne.

## Trama
La storia riparte esattamente dove si interrompeva il libro precedente, La masseria delle allodole. Shushanig ed i quattro figli superstiti si sono imbarcati sulla nave che li porterà in salvo, in Italia da Yerwant. Shushanig, portato a termine il compito di salvare i suoi bambini, muore durante il viaggio, cerca di potersi finalmente riunire all'amatissimo Sempad. Arussiag, Nevart, Henriette e Nubar sono accolti, con molto affetto e qualche imbarazzo, nella ricca famiglia italiana dello zio sconosciuto.
Nel frattempo Ismene, Nazim ed Isacco, restati ad Aleppo, si prendono cura dei tanti orfani armeni che vagano per la città. Quando l'orfanotrofio si trasferisce a Smirne, Ismene e Isacco seguono i bambini nella città ceduta dalla Turchia alla Grecia alla fine della guerra, convinti di aver trovato finalmente un posto sicuro. Ma l'esercito turco repubblicano, guidato da Mustafa Kemal Atatürk, riconquista la città e nella devastazione che ne segue la coppia dovrà di nuovo occuparsi di salvare i bambini a loro affidati, riuscendo a farli imbarcare per l'America.

## Edizioni
- Antonia Arslan, La strada di Smirne, Rizzoli, 2009, ISBN 978-88-17-03725-9.